# Gabriel Chernacov
Gabriel Chernacov Selvin (ur. 17 kwietnia 1954 w Azcuénaga w Argentynie) – kostarykański narciarz alpejski, uczestnik igrzysk olimpijskich w Albertville. Jego bratem jest Martin, również narciarz alpejski.

## Osiągnięcia

### Igrzyska olimpijskie
| Miejsce | Dzień     | Rok  | Miejscowość | Konkurencja | Czas biegu | Strata | Zwycięzca     |
| ------- | --------- | ---- | ----------- | ----------- | ---------- | ------ | ------------- |
| DNF2    | 18 lutego | 1992 | Albertville | Gigant      | 2:06,98    | –      | Alberto Tomba |